# Charles-Lambert Doutrepont
Pour les articles homonymes, voir Doutrepont et Charles de Lambert (homonymie).
Charles-Lambert Doutrepont (ou Charles-Lambert, chevalier d'Outrepont à partir de 1808, né à Herve le 16 septembre 1746, mort à Paris le 5 mars 1809) est un homme politique et avocat originaire des Pays-Bas autrichiens. 

## Biographie
En 1770, il devint avocat au Conseil souverain de Brabant. Il était anticlérical et joséphiste. En 1784, il défendit la politique de Joseph II dans le domaine de l'empêchement du mariage. Il prit part à la révolution brabançonne et se rallia au parti vonckiste (il rêvait alors d'une République belge). En mars 1790, il faillit se faire tuer lors des émeutes statistes.
Après l'invasion française, il fut élu représentant provisoire du peuple de Bruxelles et fut envoyé en 1792 à Paris pour protester contre le décret sur l'administration révolutionnaire française des pays conquis. Il se rallia finalement à l'annexion par la France, car il considérait que c'était le seul moyen de démocratiser les Pays-Bas du Sud. En l'an III, il devint membre de l'administration centrale et supérieure de la Belgique. Il fit partie de la commission chargée de découper les Pays-Bas autrichiens et la principauté de Liège en départements. En frimaire an IV, il fut nommé commissaire du Directoire près les tribunaux de la Dyle. Il démissionna de cette fonction en ventôse an V pour devenir professeur de législation à l'école centrale du département de la Dyle. Il fut également envoyé au congrès de Rastadt comme commissaire chargé de poursuivre la liquidation de la dette de la Belgique. Il fut le représentant de ce département au Conseil des Cinq-Cents, où il fut envoyé le 24 germinal an VI, par 44 suffrages sur 61 votants. Il y défendit la liberté de presse. Doutrepont se montra favorable au coup d'État de Bonaparte. Il fut nommé le 11 germinal an VIII juge au tribunal de cassation, membre de la Légion d'honneur le 25 prairial an XII et reçut le titre de chevalier de l'Empire le 2 juillet 1808.
Il est l'auteur de divers ouvrages. Son Essai historique sur l'origine des dîmes (1780) sera traduit ensuite en plusieurs langues. Il écrivit Discours sur l'autorité du droit romain dans les Pays-Bas (1782) pour le concours de l'Académie et obtint l'accessit. Dans Qu'allons nous devenir ? (1789), il plaidait pour la disparition des constitutions provinciales, pour l'uniformisation administrative de toute la Belgique et l'établissement d'une assemblée nationale. Ses quelques ouvrages de droit furent tous mis à l'Index. Un de ces ouvrages était consacré à la question du mariage et il y défendait la primauté du mariage civil. Il défendait ainsi les thèses de son maître Josse Le Plat, professeur à la Faculté de droit canonique à Louvain.
Charles-Lambert Doutrepont était riche : il payait 2 210 livres d'impôt foncier en l'an VII.

## Mandats
13/04/1798-26/12/1799 : départements de l'Empire français aujourd'hui en Belgique – Bonapartiste

## Publications
- Discours sur la frugalité, prononcé au temple national de Bruxelles, le 10 ventôse de l'an troisième impr. de G. Huyghe, 1795, 8 p. ; in-8
- Motion d'ordre faite par d'Outrepont (de la Dyle), sur le droit de successibilité accordé, par les lois du 4 juin 1793 et du 12 brumaire de l'an 2, aux enfants nés hors du mariage : séance du premier fructidor an 6, Corps législatif, Conseil des Cinq-cents.
- Qu'allons-nous devenir ? ou Avis essentiel d'un Belge à ses concitoyens. dans lequel on examine si quelqu'un, dans l'état actuel des choses, a le droit d'exercer l'autorité souveraine dans la Belgique, et où l'on indique ce qu'il faudroit faire pour y entretenir la paix et l'union, et faire le bonheur de ces belles contrées. Bruxelles. De l'Imprimerie patriotique. 1790. 23 p. ; in-8
- Second rapport fait par Doutrepont, etc. sur une opération de l'assemblée électorale du département de la Meuse inférieure. Séance du 1er germinal an VII. Corps législatif. Conseil des Cinq-Cents.   Paris : Impr. nationale, an VII.  In-8°, 6 p.
- Opinion de d'Outrepont, etc. sur l'époque où la loi du 12 vendémiaire de l'an IV a dû être exécutoire dans les nouveaux départemens réunis par la loi du 9 du même mois. Séance du 18 messidor an VI. Corps législatif. Conseil des Cinq-Cents. Paris : Impr. nationale, an VI. In-8°, 12 p.
- Motion d'ordre faite par d'Outrepont, etc. sur le droit de successibilité accordé, par les lois du 4 juin 1793 et du 12 brumaire de l'an II, aux enfans nés hors du mariage. Séance du premier fructidor an VI Corps législatif. Conseil des Cinq-Cents. Paris : Impr. nationale, an VI. In-8°, 18 p
- Discours sur l'autorité du droit romain dans les Pays-Bas, pour servir de réponse à la question : Depuis quand le droit romain est-il connu dans les Pays-Bas autrichiens et depuis quand y a-t-il force de loi ? Bruxelles. Impr. académique, 1783. In-4°, 38 p.
- Rapport fait par d'Outrepont, etc. au nom d'une commission spéciale composée des représentans du peuple Bohan, Decaigny, Louvet et d'Outrepont, sur la question de savoir si une déclaration de jury de jugement peut être annulée pour une partie, et être maintenue et produire son effet pour l'autre ; et si, en vertu des articles 396 et 414 de la loi du 3 brumaire, la nullité d'une partie ne frappe pas nécessairement sur la totalité ? Séance du 24 messidor an VI. Corps législatif. Conseil des Cinq-Cents. Paris : Impr. nationale, an VI. In-8°, 16 p.
- Opinion de d'Outrepont... sur la répression des délits de la presse. Séance du 24 prairial an VII. Corps législatif. Conseil des Cinq-Cents. Paris : Impr. nationale, an VII. In-8°, 10 p.
- Opinion de d'Outrepont, sur les opérations des assemblées électorales du département de la Dyle. Séance du 18 floréal an VII. Corps législatif. Conseil des Cinq-Cents. Paris : Impr. nationale, an VII. In-8°, 7 p.
- Motion d'ordre faite par d'Outrepont, etc. sur le recouvrement de l'arriéré des contributions foncières des années V et VI. Séance du 2 vendémiaire an VIII. Corps législatif. Conseil des Cinq-Cents. Paris : Impr. nationale, an VIII. In-8°, 18 p., tableau
- Opinion de d'Outrepont, etc. sur le mode d'organisation des clubs et des sociétés particulières s'occupant de questions politiques. Séance du 11 fructidor an VII. Corps législatif. Conseil des Cinq-Cents. Paris : Impr. nationale, an VII. In-8° , 15 p.
- Rapport fait par d'Outrepont, etc. au nom d'une commission spéciale, sur une opération de l'assemblée électorale du département de la Meuse inférieure. Séance du 17 frimaire an VII. Corps législatif. Conseil des Cinq-Cents. Paris : Impr. nationale, an VII. In-8°, 10 p.
- Défense de l'Essai historique sur l'origine des dixmes. A M. l'abbé Ghesquière. [Par Charles-Lambert d'Outrepont.]. Liège, 1785. In-8°, 80 p.
- Essai historique sur l'origine des dixmes, pour parvenir à l'examen de la question si les décimateurs ont leur intervention fondée en droit pour exiger la dixme des fruits nouveaux. [Par Charles Lambert d'Outrepont.]. (S. l.,), 1780. In-8°, 114 p.
- Des Empêchemens dirimant le contrat de mariage dans les Pays-Bas autrichiens, selon l'édit de S. M. l'Empereur et Roi, Joseph II, du 28 septembre 1784, par M. d'Outrepont, etc. (S. l.,), 1787. In-8°, IV-353 p.

## Sources
- Jacques Logie, Les Magistrats des cours et des tribunaux en Belgique, 1794-1814, Librairie Droz, Genève, 1998  (ISBN 260000291X) [lire en ligne], p. 91-92.
- Adolphe Robert et Gaston Cougny, Dictionnaire des parlementaires français, Bourloton, Paris, 1891 [lire en ligne].
- Antoine-Vincent Arnault et al., Biographie nouvelle des contemporains, Librairie historique, 1822 [lire en ligne], s.v. Doutrepont.
- Fiche de l’Assemblée nationale